# Thézey-Saint-Martin
Thézey-Saint-Martin é uma comuna francesa na região administrativa de Grande Leste, no departamento de Meurthe-et-Moselle. Estende-se por uma área de 7,95 km². Em 2010 a comuna tinha 206 habitantes (densidade: 25,9 hab./km²).